# Populus caspica
Populus caspica o pollancre del Caspi és una espècie d'arbre descrit científicament per Joseph Friedrich Nicolaus Bornmüller. La seva distribució és asiàtica a l'Iran (al Bosc mixt hircà del Caspi), Paquistan, Afganistan, Xina, Taijikistan, Índia i Turkmenistan.